# Chiastosella gabrieli
Chiastosella gabrieli är en mossdjursart som beskrevs av Stach 1937. Chiastosella gabrieli ingår i släktet Chiastosella och familjen Escharinidae. Inga underarter finns listade i Catalogue of Life.